# Società Sportiva Akragas Città dei Templi 2016-2017
Questa voce raccoglie le informazioni riguardanti la Società Sportiva Akragas Città dei Templi nelle competizioni ufficiali della stagione 2016-2017.

## Stagione
Nella stagione 2016-2017 l'Akragas disputa il girone C del campionato di Lega Pro, raccoglie 39 punti con il sedicesimo posto finale. La salvezza per la squadra allenata da Raffaele Di Napoli, è giunta dopo aver disputato e vinto il Play-out a maggio, che l'ha incrociata al Melfi, con due pareggi (0-0) a Melfi e (1-1) ad Agrigento, utili per mantenere la categoria, grazie al miglior piazzamento in campionato dei siciliani, in quanto il Melfi ha raccolto 35 punti in penultima posizione. Nella Coppa Italia di Lega Pro la squadra biancoazzurra disputa il girone G di qualificazione, che ha promosso il Catania.

## Divise e sponsor
Il fornitore tecnico per la stagione 2016-2017 è Legea mentre gli sponsor di maglia sono Enel (main sponsor) e Meridiana (nel retro della maglia sotto la numerazione).
| Casa | Trasferta |

## Rosa
| N. |                      | Ruolo | Calciatore          |
| -- | -------------------- | ----- | ------------------- |
| 1  | Italia (bandiera)    | P     | Stefano Addario     |
| 2  | Italia (bandiera)    | D     | Matteo Zanini       |
| 2  | Italia (bandiera)    | D     | Simone Tardo        |
| 3  | Italia (bandiera)    | D     | Genny Russo         |
| 4  | Italia (bandiera)    | C     | Francesco Salandria |
| 4  | Italia (bandiera)    | C     | Fabrizio Bramati    |
| 5  | Argentina (bandiera) | C     | Bruno Pezzella      |
| 6  | Italia (bandiera)    | D     | Luigi Carillo       |
| 6  | Italia (bandiera)    | D     | Francesco Mileto    |
| 7  | Italia (bandiera)    | A     | Francesco Salvemini |
| 8  | Italia (bandiera)    | C     | Vincenzo Carrotta   |
| 9  | Italia (bandiera)    | A     | Guido Gomez         |
| 9  | Croazia (bandiera)   | A     | Danijel Klarić      |
| 10 | Italia (bandiera)    | A     | Salvatore Cocuzza   |
| 11 | Italia (bandiera)    | A     | Fabio Aveni         |
| 12 | Italia (bandiera)    | P     | Christian Incardona |
| 13 | Italia (bandiera)    | D     | Massimo Assisi      |

| N. |                       | Ruolo | Calciatore            |
| -- | --------------------- | ----- | --------------------- |
| 14 | Italia (bandiera)     | D     | Cristian Riggio       |
| 15 | Italia (bandiera)     | C     | Luca Palmiero         |
| 16 | Brasile (bandiera)    | D     | Thiago Cazé da Silva  |
| 17 | Italia (bandiera)     | A     | Lorenzo Longo         |
| 18 | Italia (bandiera)     | D     | Daniele Marino        |
| 19 | Uruguay (bandiera)    | D     | Antonio Sepe          |
| 20 | Italia (bandiera)     | C     | Fausto Coppola        |
| 21 | Italia (bandiera)     | C     | Danilo Greco          |
| 22 | Italia (bandiera)     | P     | Pasquale Pane         |
| 23 | Italia (bandiera)     | D     | Andrea Scrugli        |
| 24 | Italia (bandiera)     | A     | Alessio Leveque       |
| 25 | Portogallo (bandiera) | A     | Diego García          |
| 26 | Argentina (bandiera)  | A     | Germán Gabriel Cochis |
| 27 | Italia (bandiera)     | C     | Riccardo Rotulo       |
| 28 | Italia (bandiera)     | C     | Filippo Caterinicchia |
| 30 | Italia (bandiera)     | C     | Marco Privitera       |

## Calciomercato

### Sessione estiva(dal 01/07 al 31/08)
| Acquisti | Acquisti            | Acquisti        | Acquisti   |
| R.       | Nome                | da              | Modalità   |
| -------- | ------------------- | --------------- | ---------- |
| P        | Stefano Addario     | Messina         | svincolato |
| P        | Pasquale Pane       | Mantova         | definitivo |
| D        | Massimo Assisi      | Crotone         | prestito   |
| D        | Luigi Carillo       | Juve Stabia     | definitivo |
| D        | Cristian Riggio     | Crotone         | prestito   |
| D        | Genny Russo         | Messina         | definitivo |
| D        | Antonio Sepe        |                 | svincolato |
| D        | Matteo Zanini       | Messina         | svincolato |
| C        | Vincenzo Carrotta   | Juve Stabia     | definitivo |
| C        | Fausto Coppola      | Virtus Entella  | prestito   |
| C        | Alessio Leveque     | Roccella        | definitivo |
| C        | Bruno Pezzella      | Deportivo Roca  | definitivo |
| C        | Francesco Salvemini | Ternana         | prestito   |
| A        | Germán Cochis       | Guillermo Brown | definitivo |
| A        | Salvatore Cocuzza   | Messina         | definitivo |
| A        | Diego García        |                 | svincolato |
| A        | Guido Gomez         | Juve Stabia     | definitivo |
| A        | Lorenzo Longo       | Bari            | prestito   |

| Cessioni | Cessioni            | Cessioni          | Cessioni      |
| R.       | Nome                | a                 | Modalità      |
| -------- | ------------------- | ----------------- | ------------- |
| P        | Antonio Lo Monaco   | Igea Virtus       | svincolato    |
| P        | Roberto Maurantonio | Taranto           | svincolato    |
| P        | Alessandro Vono     | Livorno           | definitivo    |
| D        | Ciro Capuano        | Lucchese          | definitivo    |
| D        | Andrea De Rossi     | Catania           | fine prestito |
| D        | Alessio Grea        | Melfi             | definitivo    |
| D        | Zach Muscat         | Arezzo            | svincolato    |
| C        | Filippo Alfano      | Arzachena         | prestito      |
| C        | Salvatore Aloi      | Trapani           | fine prestito |
| C        | Maiko Candiano      | Sicula Leonzio    | svincolato    |
| C        | Juan Mauri          | Milan             | fine prestito |
| C        | Nikolay Dyulgerov   | Neftohimik Burgas | svincolato    |
| C        | Urban Žibert        | Juve Stabia       | definitivo    |
| A        | Matías Cristaldi    | Grosseto          | svincolato    |
| A        | Matteo Di Piazza    | Vicenza           | svincolato    |
| A        | Mattia Fiore        | Lazio             | fine prestito |
| A        | Vito Leonetti       | Bari              | fine prestito |

### Sessione invernale(dal 03/01 al 31/01)
| Acquisti | Acquisti            | Acquisti   | Acquisti      |
| R.       | Nome                | da         | Modalità      |
| -------- | ------------------- | ---------- | ------------- |
| C        | Andrea Ferrigno     | Trapani    | fine prestito |
| C        | Giuseppe Indelicato | Trapani    | fine prestito |
| A        | Danijel Klarić      | svincolato |               |
| D        | Francesco Mileto    | Messina    | prestito      |
| D        | Simone Tardo        | Lavagnese  | prestito      |
| C        | Fabrizio Bramati    | Messina    | prestito      |

| Cessioni | Cessioni            | Cessioni     | Cessioni      |
| R.       | Nome                | a            | Modalità      |
| -------- | ------------------- | ------------ | ------------- |
| P        | Christian Incardona | Gela         | prestito      |
| D        | Massimo Assisi      | Crotone      | fine prestito |
| D        | Luigi Carillo       | Paganese     | definitivo    |
| D        | Daniele Marino      | Fondi        | definitivo    |
| C        | Danilo Greco        | Sancataldese | definitivo    |
| C        | Francesco Salandria | Matera       | definitivo    |
| A        | Diego García        | Seregno      | definitivo    |

## Risultati

### Lega Pro

#### Girone di andata
| Arbitro: | Camplone (Pescara) |

|              |           |              |
| G. Gomez 27’ | Marcatori | 68’ Saraniti |

| Arbitro: | D'Apice (Arezzo) |

|                                        |           |            |
| Torromino 19’, 90+3’ Caturano 32’, 78’ | Marcatori | 17’ Zanini |

| Arbitro: | Chindemi (Viterbo) |

|                    |           |                                     |
| D. Marino 15’, 41’ | Marcatori | 34’ (rig.) Coralli 87’ De Francesco |

| Arbitro: | Paterna (Teramo) |

|                            |           |  |
| Tiscione 31’ Iadaresta 81’ | Marcatori |  |

| Arbitro: | Fiorini (Frosinone) |

|                         |           |           |
| Zanini 17’ G. Gomez 62’ | Marcatori | 76’ Nzola |

| Arbitro: | Pagliardini (Arezzo) |

|  |           |              |
|  | Marcatori | 90+3’ Zanini |

| Agrigento 2 ottobre 2016, ore 14:30 CEST 7ª giornata | Akragas          | 0 – 0 referto | Catanzaro | Stadio Esseneto (1560 spett.)\| Arbitro: \| Strippoli (Bari) \| |
| Arbitro:                                             | Strippoli (Bari) |               |           |                                                                 |

| Foggia 9 ottobre 2016, ore 16:30 CEST 8ª giornata | Foggia              | 0 – 0 referto | Akragas | Stadio Pino Zaccheria (0 spett.)\| Arbitro: \| Schirru (Nichelino) \| |
| Arbitro:                                          | Schirru (Nichelino) |               |         |                                                                       |

| Arbitro: | Annaloro (Collegno) |

|            |           |              |
| Zanini 34’ | Marcatori | 90+3’ Cianci |

| Arbitro: | Zingarelli (Siena) |

|               |           |              |
| D. Marino 86’ | Marcatori | 21’ A. Viola |

| Arbitro: | Massimi (Termoli) |

|                                                          |           |              |
| Negro 34’ (rig.) Strambelli 43’ Thiago Cazé 90+4’ (aut.) | Marcatori | 79’ G. Gomez |

| Arbitro: | Maggioni (Lecco) |

|                 |           |             |
| Thiago Cazé 21’ | Marcatori | 22’ De Vena |

| Arbitro: | Amoroso (Paola) |

|                                         |           |                            |
| Turati 36’ Catania 39’, 77’ Valente 70’ | Marcatori | 13’ G. Gomez 16’ G. Cochis |

| Agrigento 20 novembre 2016, ore 14:30 CET 14ª giornata | Akragas                   | 0 – 0 referto | Messina | Stadio Esseneto (1500 spett.)\| Arbitro: \| De Angeli (Abbiategrasso) \| |
| Arbitro:                                               | De Angeli (Abbiategrasso) |               |         |                                                                          |

| Arbitro: | Nicoletti (Catanzaro) |

|                           |           |  |
| Herrera 16’ Reginaldo 68’ | Marcatori |  |

| Arbitro: | Meleleo (Casarano) |

|  |           |               |
|  | Marcatori | 80’ Salvemini |

| Arbitro: | I. Guida (Salerno) |

|              |           |                                  |
| Zanini 90+1’ | Marcatori | 59’, 72’ Statella 90+2’ Caccetta |

| Arbitro: | Ranaldi (Tivoli) |

|             |           |  |
| Kanouté 50’ | Marcatori |  |

| Arbitro: | Detta (Mantova) |

|                     |           |                                |
| G. Gomez 31’ (rig.) | Marcatori | 7’ (rig.) A. Gatto 58’ De Vito |

#### Girone di ritorno
| Arbitro: | Mastrodonato (Molfetta) |

|  |           |              |
|  | Marcatori | 7’ G. Cochis |

| Arbitro: | Fourneau (Roma) |

|  |           |                          |
|  | Marcatori | 58’ Caturano 68’ Pacilli |

| Arbitro: | Guarnieri (Empoli) |

|                        |           |              |
| Porcino 3’ Coralli 19’ | Marcatori | 63’ G. Gomez |

| Arbitro: | Annaloro (Collegno) |

|                              |           |                           |
| G. Russo 10’ Sicurella 90+6’ | Marcatori | 72’ (rig.), 74’ Calderini |

| Arbitro: | Boggi (Salerno) |

|                          |           |  |
| G. Abate 54’ Pastore 85’ | Marcatori |  |

| Arbitro: | Volpi (Arezzo) |

|                                   |           |                      |
| Pezzella 58’ Salvemini 73’ (rig.) | Marcatori | 12’ (rig.) Mazzarani |

| Arbitro: | Cipriani (Empoli) |

|              |           |  |
| Giovinco 89’ | Marcatori |  |

| Arbitro: | Valiante (Salerno) |

|  |           |               |
|  | Marcatori | 88’ Di Piazza |

| Arbitro: | Di Gioia (Nola) |

|           |           |  |
| Croce 89’ | Marcatori |  |

| Arbitro: | Capraro (Cassino) |

|  |           |                                |
|  | Marcatori | 17’ (rig.) Cocuzza 59’ Coppola |

| Arbitro: | Marchetti (Ostia) |

|                    |           |  |
| Cocuzza 57’ (rig.) | Marcatori |  |

| Melfi 26 marzo 2017, ore 14:30 CEST 31ª giornata | Melfi                   | 0 – 0 referto | Akragas | Stadio Arturo Valerio (900 spett.)\| Arbitro: \| Paolini (Ascoli Piceno) \| |
| Arbitro:                                         | Paolini (Ascoli Piceno) |               |         |                                                                             |

| Arbitro: | Camplone (Pescara) |

|             |           |  |
| Cocuzza 59’ | Marcatori |  |

| Arbitro: | Prontera (Bologna) |

|                |           |            |
| Gladestony 73’ | Marcatori | 46’ Klarić |

| Arbitro: | Paterna (Teramo) |

|                 |           |                           |
| Salvemini 90+4’ | Marcatori | 66’ (rig.), 86’ Reginaldo |

| Arbitro: | Vigile (Cosenza) |

|            |           |  |
| Klarić 54’ | Marcatori |  |

| Arbitro: | Carella (Bari) |

|               |           |  |
| Cavallaro 79’ | Marcatori |  |

| Arbitro: | Fiorini (Frosinone) |

|               |           |                                     |
| Salvemini 78’ | Marcatori | 57’ F. Ripa 60’ Mastalli 90’ Cutolo |

| Monopoli 7 maggio 2017, ore 17:30 CEST 38ª giornata | Monopoli        | 0 – 0 referto | Akragas | Stadio Vito Simone Veneziani (2850 spett.)\| Arbitro: \| Viotti (Tivoli) \| |
| Arbitro:                                            | Viotti (Tivoli) |               |         |                                                                             |

### Play-out
| Melfi 21 maggio 2017, ore 16:00 CEST Andata | Melfi          | 0 – 0 referto | Akragas | Stadio Arturo Valerio (1000 spett.)\| Arbitro: \| Bertani (Pisa) \| |
| Arbitro:                                    | Bertani (Pisa) |               |         |                                                                     |

| Arbitro: | D'Apice (Arezzo) |

|           |           |                  |
| Longo 78’ | Marcatori | 9’ (aut.) Riggio |

### Coppa Italia Lega Pro

#### Fase a gironi
| Squadra  | P.ti | G | V | N | P | GF | GS | DR |
| -------- | ---- | - | - | - | - | -- | -- | -- |
| Catania  | 4    | 1 | 1 | 1 | 0 | 3  | 1  | +2 |
| Akragas  | 3    | 1 | 1 | 0 | 1 | 3  | 2  | +1 |
| Siracusa | 1    | 2 | 0 | 1 | 1 | 1  | 4  | -3 |

| Arbitro: | Capone (Palermo) |

|                            |           |  |
| Longo 8’, 45+1’ Zanini 84’ | Marcatori |  |

| Arbitro: | Nicoletti (Catanzaro) |

|                        |           |  |
| Calil 53’ Paolucci 80’ | Marcatori |  |

## Statistiche

### Statistiche di squadra
| Competizione          | Punti | In casa | In casa | In casa | In casa | In casa | In casa | In trasferta | In trasferta | In trasferta | In trasferta | In trasferta | In trasferta | Totale | Totale | Totale | Totale | Totale | Totale | DR  |
| Competizione          | Punti | G       | V       | N       | P       | Gf      | Gs      | G            | V            | N            | P            | Gf           | Gs           | G      | V      | N      | P      | Gf     | Gs     | DR  |
| --------------------- | ----- | ------- | ------- | ------- | ------- | ------- | ------- | ------------ | ------------ | ------------ | ------------ | ------------ | ------------ | ------ | ------ | ------ | ------ | ------ | ------ | --- |
| Lega Pro              | 39    | 19      | 5       | 8       | 6       | 19      | 23      | 19           | 4            | 4            | 11           | 11           | 24           | 38     | 9      | 12     | 17     | 30     | 47     | -17 |
| Coppa Italia Lega Pro | 3     | 1       | 1       | 0       | 0       | 3       | 0       | 1            | 0            | 0            | 1            | 0            | 2            | 2      | 1      | 0      | 1      | 3      | 2      | +1  |
| Totale                | 42    | 20      | 6       | 8       | 6       | 22      | 23      | 20           | 4            | 4            | 12           | 11           | 26           | 40     | 10     | 12     | 18     | 33     | 49     | -16 |

### Andamento in campionato
| Giornata  | 1  | 2  | 3  | 4  | 5  | 6 | 7 | 8  | 9  | 10 | 11 | 12 | 13 | 14 | 15 | 16 | 17 | 18 | 19 | 20 | 21 | 22 | 23 | 24 | 25 | 26 | 27 | 28 | 29 | 30 | 31 | 32 | 33 | 34 | 35 | 36 | 37 | 38 |
| --------- | -- | -- | -- | -- | -- | - | - | -- | -- | -- | -- | -- | -- | -- | -- | -- | -- | -- | -- | -- | -- | -- | -- | -- | -- | -- | -- | -- | -- | -- | -- | -- | -- | -- | -- | -- | -- | -- |
| Luogo     | C  | T  | C  | T  | C  | T | C | T  | C  | C  | T  | C  | T  | C  | T  | T  | C  | T  | C  | T  | C  | T  | C  | T  | C  | T  | C  | T  | T  | C  | T  | C  | T  | C  | C  | T  | C  | T  |
| Risultato | N  | P  | N  | P  | V  | V | N | N  | N  | N  | P  | N  | P  | N  | P  | V  | P  | P  | P  | V  | P  | P  | N  | P  | V  | P  | P  | P  | V  | V  | N  | V  | N  | P  | V  | P  | P  | N  |
| Posizione | 10 | 14 | 16 | 18 | 11 | 9 | 9 | 10 | 10 | 9  | 11 | 12 | 15 | 15 | 16 | 15 | 15 | 16 | 16 | 14 | 15 | 17 | 17 | 18 | 16 | 17 | 18 | 18 | 18 | 15 | 15 | 14 | 15 | 15 | 15 | 16 | 17 | 16 |

Legenda:

Luogo: C = Casa; T = Trasferta. Risultato: V = Vittoria; N = Pareggio; P = Sconfitta.